# 박순철
박순철은 롯데 자이언트에서 뛰었던 전 야구 선수다. 경남고등학교를 졸업했다.

## 같이 보기
- 1978년 롯데 자이언트 시즌